# Caixa de Mobilização Bancária
A Caixa de Mobilização Bancária (CAMOB) foi criada através do decreto nº 21.499, de 9 de junho de 1932, com a função de promover a mobilização das importâncias aplicadas em operações seguras, pelos bancos de depósitos e descontos, nacionais e estrangeiros, estabelecidos no pais.
O decreto-lei nº 6.419 de 13 de abril de 1944, reorganizou a Caixa de Mobilização Bancária, passando a se chamar Caixa de Mobilização e Fiscalização Bancária, dando poder também para fiscalizar as operações bancárias.
Foi extinta pelo art. 56 da lei nº 4.595 de 31 de dezembro de 1964, quando da criação do Banco Central do Brasil, ficando incorporado a este todos os seus bens, direitos e obrigações.